# Elecciones presidenciales de Corea del Sur de 1956
Las elecciones presidenciales de Corea del Sur de 1956 se llevaron a cabo el 15 de mayo para escoger al Presidente de la República para el período 1956-1960. El resultado fue una amplia victoria para Syngman Rhee, que obtuvo el 70% de los votos. La participación electoral rondó el 96%.
Inicialmente, además de Cho Bong-am, iba a presentarse como candidato Shin Ik-ji, que falleció semanas antes de la elección. Cho hizo campaña a favor de una reunificación pacífica con Corea del Norte, oponiéndose a la política belicista de Rhee "Marchar hacia el Norte y reunificar Corea". Superó las expectativas al recibir un 30% de los votos, aunque se cree que en realidad fueron más y, por la cantidad de votos impugnados, (casi dos millones) se presume que la elección fue un fraude. Tres años más tarde, Cho fue acusado de violar la Ley de Seguridad Nacional y ejecutado.

## Resultados

### Presidenciales
| Candidato                          | Partido                            | Votos     | %     |
| ---------------------------------- | ---------------------------------- | --------- | ----- |
| Syngman Rhee                       | Liberal                            | 5.046.437 | 69.98 |
| Cho Bong-am                        | Independiente                      | 2.163.808 | 30.02 |
| Votos en blanco/anulados           | Votos en blanco/anulados           | 1.856.818 | –     |
| Total                              | Total                              | 9.067.063 | 100   |
| Votantes registrados/participación | Votantes registrados/participación | 9.606.870 | 96.4  |
| Fuente: Nohlen et al.              |                                    |           |       |

### Vicepresidenciales
| Candidato                          | Partido                            | Votos     | %    |
| ---------------------------------- | ---------------------------------- | --------- | ---- |
| Chang Myon                         | Partido Democrático                | 4.012.654 | 46.4 |
| Lee Ki-poong                       | Partido Liberal                    | 3.805.502 | 44.0 |
| Lee Beom-seok                      | Independiente                      | 317.579   | 3.7  |
| Yun Chi-young                      | Partido Nacionalista de Corea      | 241.278   | 2.8  |
| Paeg Song-uk                       | Independiente                      | 230.555   | 2.7  |
| Yi Yun-yong                        | Partido Demócrata Coreano          | 34.926    | 0.4  |
| Total                              | Total                              | 8.642.494 | 100  |
| Votantes registrados/participación | Votantes registrados/participación | 9.606.870 |      |